# Reclutamiento (audición)
El reclutamiento consiste en la mayor sensación sonora que percibe un oído con hipoacusia por lesión coclear respecto a un oído normal. A partir del umbral discrimina muy bien las distintas variaciones del sonido. En ocasiones, si el sonido es muy intenso, puede producir algiacusias (dolor auditivo).

## Síntomas
El reclutamiento ocurre a causa de una afectación específica de las células ciliadas externas de la cóclea, con las células internas sin estarlo. Estos dos tipos de células receptoras neurosensoriales se encuentran en el órgano de Corti en la parte del oído interno. 
Las células ciliadas internas están situadas en la zona interna del túnel de Corti dispuestas en fila y son las encargadas de conectar al nervio auditivo, por donde envían la información, que proviene de las vibraciones captadas y posteriormente transformadas en energía eléctrica por las mismas células para enviarlo al cerebro. También se encargan de regular los sonidos de alta intensidad y, por tanto, magnitudes de dB (decibelios) altas.
Las células ciliadas externas están situadas en la zona externa del túnel de Corti en tres filas y también son capaces de transformar las vibraciones en energía eléctrica pero no de transmitirla. Eso sí, son capaces de reenviar esta energía para aumentar la sensibilidad y la selectividad frecuencial. También se encargan de regular los sonidos de poca intensidad, es decir, bajas magnitudes de dB (decibelios).
Las células ciliadas externas regulan el funcionamiento de las internas, por lo tanto, si las externas se ven afectadas, posiblemente las internas también respondan como tal. A partir de un cierto punto de intensidad, el paciente en lugar de mejorar auditivamente, empeora. Pasa de no oír, a oír demasiado. Al tener afectadas sólo las células externas, el paciente presentará un rango auditivo (Dinámica Residual Auditiva) reducido por debajo (hipoacusia) y normal por la parte alta.

Afectación umbral de incomodidad
A partir del umbral de audición o del umbral de incomodidad, se puede determinar si existe reclutamiento. También a partir de varias pruebas como las de Fowler y SISI.
El umbral de incomodidad o también conocido como umbral del dolor, es la intensidad que causa molestia y en el caso de que persista en el tiempo, podría llegar a ocasionar un trauma acústico al paciente. Su evaluación es subjetiva, empezamos con una intensidad de 80 dB y la vamos aumentando en pasos de 5dB hasta llegar a la máxima intensidad tolerable. Esta suele rondar entre los 100 dB y / o 15 dB por encima del reflejo estapedial (contracción refleja del músculo del estribo). Con el reclutamiento este tipo de umbral se ve reducido, en cambio, el umbral de audición aumenta. Es por este motivo que obtenemos una dinámica auditiva reducida. Esto significa que el paciente pasará del umbral auditivo al umbral de incomodidad con muy poco cambio de intensidad sonora.
La dinámica residual auditiva es el rango auditivo del paciente. En una persona de audición normal, el rango auditivo va de ≤0 dB (umbral de audición) hasta 100-110 dB (umbral de incomodidad). Por lo tanto, tenemos un margen de audición de aproximadamente 100-110 dB.
Por otra parte, una persona con una pérdida auditiva a todas las frecuencias por igual, comenzará a oír a partir una intensidad superior a 0 dB y probablemente el umbral de incomodidad también será de mayor intensidad sonora. Obteniendo un margen de audición prácticamente igual al de un normo-oyente, pero estos 100-110 dB estarán desplazados hacia valores de mayor intensidad.
En cambio, un paciente que presente reclutamiento, tendrá una pérdida auditiva variable según la frecuencia. Para frecuencias graves la pérdida será de menor magnitud que en frecuencias agudas.
En este caso se conserva el umbral de incomodidad de una persona de audición normal, ya que se trata de intensidades sonoras elevadas. Por lo tanto, es un paciente con una dinámica residual muy reducida, ya que las intensidades bajas se encuentran alteradas (hipoacusia) y las intensidades elevadas normales.
Como consecuencia  pasará de no oír, a hacerlo y oír como normales los sonidos fuertes y los más intensos le molestarán. A diferencia del anterior tipo de paciente, no le podemos proporcionar una ayuda auditiva que amplifique todo por igual. Por lo tanto, será necesario un audífono de amplificación selectiva, es decir, que permita amplificar más los sonidos débiles y en menos o nula intensidad los sonidos de frecuencias agudas.

Pruebas reclutamiento:
FOWLER:
Esta prueba, también conocida como ABLB test (alternate binaural loudness balance), se utiliza entre otras cosas para evaluar el reclutamiento de forma subjetiva comparando la sonoridad de ambos oídos. Para que sea posible evaluarlo, será necesario que uno de los oídos esté sano o sea mejor que el que presenta hipoacusia (tiene que haber una diferencia mínima en el umbral auditivo de 20 dB entre ambos lados (OD/OI) para realizar la prueba y no puede ser superior a 60 dB con tal de evitar la audición cruzada). 
Procedimiento: 
1. Instrucciones al paciente: se le explica que oirá un sonido a cada lado alternadamente y de forma automática y tendrá que apretar un botón o levantar la mano cuando crea que en ambos lados la intensidad del sonido es igual.
2. Seleccionar la frecuencia del audífono con dos canales. Utilizaremos el oído sano como referencia.
3. Se empieza poniendo la intensidad umbral en el oído que vamos a evaluar i 20 dB por encima del umbral en el oído de referencia. Habrá cuatro estímulos alternos empezando por el oído sano.
4. Ahora es cuando el paciente tendrá que indicar cuándo cree que los sonidos son de la misma intensidad. Si no lo detecta, se irá aumentando la intensidad de 5 dB en 5 dB hasta que consiga igualarlos.
5. Repetiremos el proceso aumentando 20 dB del oído de referencia tantas veces hasta que se iguale en ambos lados las intensidades o el paciente presente alguna molestia auditiva por el sonido.

Según los resultados obtenidos: 
- Normoyente: en este caso el paciente notará que la intensidad es igual o similar cuando el estímulo sea el mismo que en el oído sano. Es decir, si en el OD (sano) recibe del canal del audífono 20 dB i en el OI (hipoacúsico) va aumentando de 5 dB en 5 dB, cuando éste llegue a 20 dB nos indicará que es igual.
- Hipoacusia de transmisión: recordar que es característico por presentar una alteración en el conducto auditivo externo o en el oído medio, cosa que provoca la disminución de la vía aérea hasta un máximo de 60 dB. Haciendo esta prueba se obtendrá una diferencia constante entre el oído normal (de referencia) i el oído con hipoacusia (evaluado). Es decir, si el normal tiene un umbral de 10 dB i el hipoacúsico de 40 dB, este último siempre necesitará 30 dB más que el oído normal.

- Hipoacusia de percepción con reclutamiento: en este caso, el reclutamiento aparece a partir de una cierta intensidad sonora. Si se utiliza el ejemplo anterior que el oído normal tiene un umbral de 10 dB i el hipoacúsico de 40 dB, se equipararan los dos con una diferencia de 30 dB. Pero cuando el oído sano está en los 30 dB, el otro estará a 50 dB con una diferencia de 20. Así seguirá hasta que, en este caso, a 80 dB en ambos oídos de forma que se equipararan con la misma intensidad sonora.

SISI (Short Increament Sensitivity Test):
En esta prueba, a diferencia de la anterior, se podrá realizar independientemente del umbral auditivo de los dos oídos, es decir, no tiene que haber necesariamente un oído sano. Se trata de una prueba basada en la capacidad de una persona con reclutamiento de detectar más fácilmente aumentos pequeños de intensidad. 
Procedimiento: 
- En el audiómetro ponemos dos estímulos: 
  - Un tono continuado a 20 dB por encima del umbral auditivo.
  - Un estímulo de ≈0,2s a una intensidad de 1 dB por encima del tono continuado.
- Habrá 20 repeticiones de 5s a diferentes frecuencias (entre 500 Hz y 4.000 Hz).
- El paciente nos indicará levantando la mano o apretando un botón cuando detecte un aumento en el estímulo.

- La prueba empezará con cambios de intensidad de 5 dB para que el paciente entienda el funcionamiento de ésta.

Según los resultados obtenidos: 
- < 20% de los incrementos: no existe reclutamiento.
- 20% - 60% de los incrementos: el resultado puede ser dudoso.
- > 60% de los incrementos: existe reclutamiento.

En esta prueba hay bastante riesgo de obtener falsos negativos y falsos positivos.

Logoaudiometría
La audiometría verbal o logoaudiometría es un tipo de prueba en la cual se utilizan estímulos verbales como palabras, fonemas o frases para evaluar la capacidad de cada paciente para percibir el lenguaje hablado. Se utiliza para detectar el tipo de disfunción y pérdida auditiva, la localización y cuantificación de ésta.
En la adaptación protésica la logoaudiometría es imprescindible para la selección de las características del audífono como por ejemplo comprobar la calidad de adaptación. En los estudios en niños se tiene que tener presente que el objetivo es medir su percepción auditiva  no los conocimientos lingüísticos.
El método, la composición del material verbal y el equipo necesario para estas pruebas está reglamentado por la normativa internacional. Entonces, es preferible utilizar siempre material verbal grabado con la máxima calidad con el fin de obtener resultados fiables y estables.
Un paciente puede que escuche un tono, pero a la vez no entienda una conversación. También es preciso tener en cuenta que dos personas con la misma pérdida tonal pueden presentar gráficas verbales muy distintas.
Una logoaudiometría se puede ejecutar de dos formas, manualmente o automáticamente:
- En el método manual, el examinador dice palabras y el paciente las tiene que repetir; en el cual es muy difícil controlar el volumen deseado y es imprescindible que paciente y examinador no se vean, con la finalidad de evitar la lectura de labios.

- En el método automático se utiliza un archivo de sonido con palabras configurables a diferentes intensidades (tener en cuenta que es un método poco recomendable en casos de respuestas poco ágiles). Y por último, mencionar que hay la opción de ejecutar las dos tipologías de pruebas a campo libre, es decir, con altavoces (si el paciente lleva audífonos), o con auriculares.

Por otro lado, en una logoaudiometría es de relevancia tener en cuenta que las frecuencias más importantes en el habla van de 500Hz a 2000Hz, y que también hay consonantes que tienen frecuencias muy superiores (ss, f, c…). Hace falta valorar la atención y la fatiga, sobre todo en pacientes mayores. Y también es aconsejable repetir las pruebas para los dos oídos si se hace con auriculares, o los dos a la vez si es a campo abierto. 
En referencia a la lista de palabras, se representa la misma proporción de cada fonema típico de la lengua materna del paciente. La lista se basa en palabras sueltas, fuera de contexto. Hay muchos tipos de listas: de monosílabos, bisílabos, números… pero siempre adaptadas al nivel cultural de cada paciente. Se tiene que evitar las palabras con doble sentido y fácilmente confundibles fonéticamente. La prueba puede ser de 25 a 100 palabras. Y también se puede hacer la prueba con ruido ambiental de diferente tipo para valorar la situación real.
Hay un test muy importante que es el Umbral de Recepción Verbal (URV), el cual evalúa la intensidad mínima necesaria para entender el 50% de las palabras. Y se considera que si una persona entiende más o menos la mitad de los fonemas, puede seguir una conversación. Por otro lado también se cuenta con el Test de Discriminación Verbal, que evalúa mejor la capacidad de entender el lenguaje hablado mediante una lista entera de palabras. Y el porcentaje de discriminación es el tanto por ciento de palabras correctas a 35 dB por encima del URV, aunque también se puede hacer con otras intensidades. 
Finalmente, si la logoaudiometría sale mejor que la Vía Aérea (VA) tonal, podría haber acúfenos que interfirieran con la audiometría tonal. Pero si nos sale peor que la Vía Aérea tonal, nos podemos encontrar dos opciones posibles: se puede tratar de una discrepancia unilateral (posible daño en cóclea) o una discrepancia bilateral (daño en el sistema nervioso central, área de percepción y interpretación del sonido, reconocimiento de palabras, memoria…).